# V Australia (equipa ciclista)
V Australia foi uma equipa ciclista australiana de categoria Continental. A estrutura tentou criar para 2011 a primeira equipa UCI ProTour australiana, baixo o nome Pegasus Sports, ainda que o projecto resultou frustrado.

### Fly V Australia

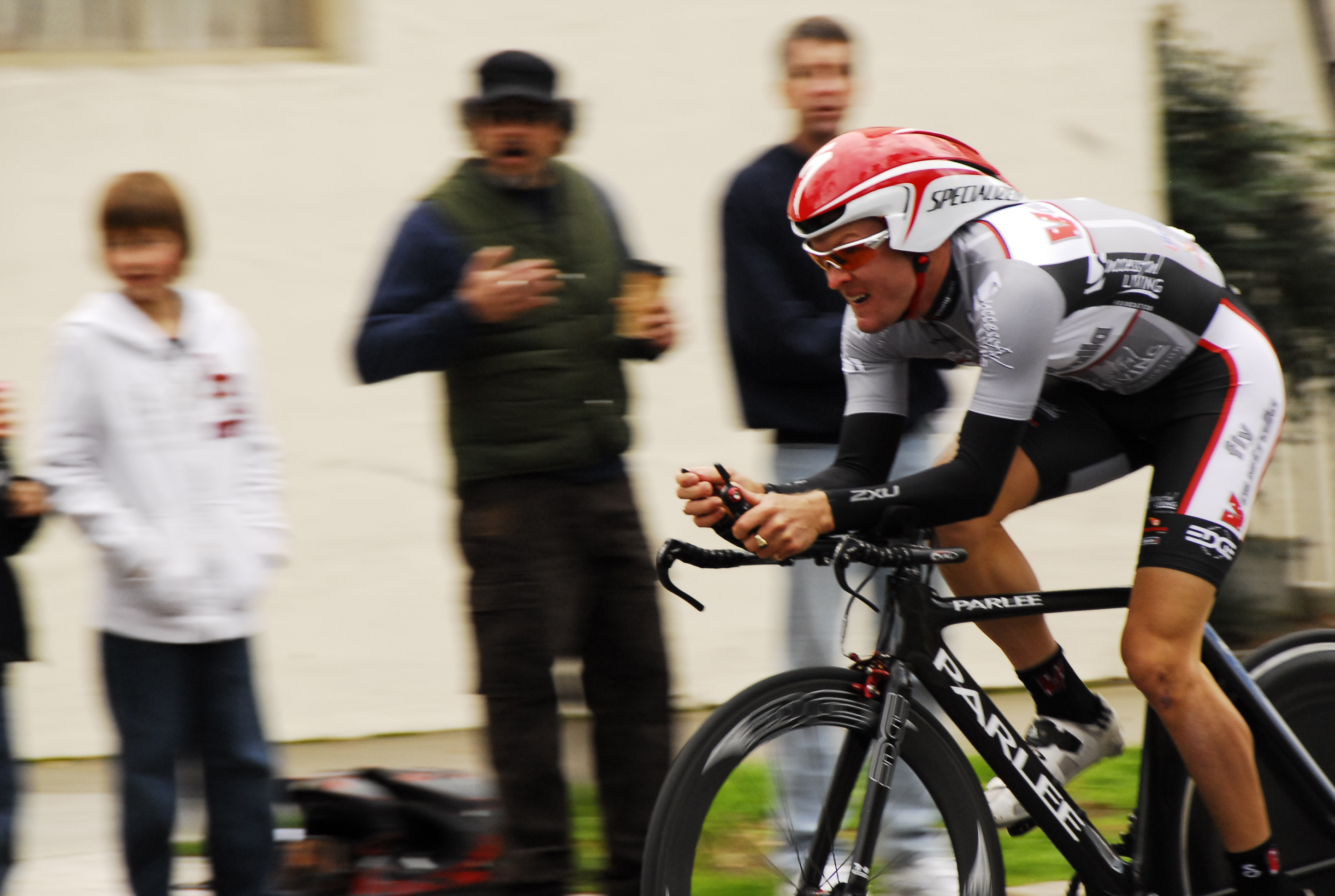
Bernard Sulzberger no Volta a Califórnia 2009

## História

### Pegasus Sports, projecto frustrado
A Pegasus Sports foi o nome do projecto de equipa ciclista que a estrutura da formação tentou pôr em marcha face à temporada de 2011 tomando como base a estrutura da modesta equipa Fly V Australia, de categoria Continental. A ideia original dos seus impulsores era contar obter uma licença de categoria UCI ProTeam para sua temporada de estreia, no que seria a primeira equipa australiana da máxima categoria.
A esquadra anunciou que na equipa correriam entre outros Robbie McEwen, Robert Hunter, Svein Tuft, Daryl Impey e Christian Knees, bem como oito corredores procedentes da Fly V Australia. A equipa anunciou assim mesmo quem seriam seus directores.
No entanto finalmente a UCI não o incluiu entre as 18 equipas seleccionadas como ProTeam, e posteriormente também não entre as equipas de categoria Profissional Continental. Devido a isso a esquadra só podia aspirar a correr como Continental, a categoria mais baixa do escalão.
Ante essa situação os principais nomes da equipa para a seguinte temporada incorporaram-se a outras esquadras. Assim, o chamado a ser chefe de fileiras McEwen passou ao RadioShack.
A estrutura de Pegasus Sports ia contar assim mesmo com uma equipa feminina e duas equipas masculinas filiais do principal localizados na Austrália e Estados Unidos. No entanto, ao não poder criar uma equipa masculina potente ditos projectos foram cancelados, se integrando os restos de Pegasus Sports no V Australia, a modesta equipa original que ia ser a sua filial, se anulando todos os contratos da Pegasus.

### Volta às origens
Para poder competir com normalidade ao longo da temporada de 2011, já que só tinham sete corredores no que em princípio ia ser uma equipa filial, em maio contrataram seis corredores alguns dos quais já estiveram no projecto inicial da Pegasus e não conseguiram encontrar outra equipa. Devido a isso a sua primeira carreira oficial profissional da temporada de 2011 como equipa foi a TD Bank International Cycling Championship (a princípios de junho), conquanto alguns corredores já tinham disputado diversas carreiras profissionais com algumas selecções ou combinados. Pouco depois, a 2 de julho, conseguiram a sua primeira vitória por parte do sprinter Aaron Kemps na 1.ª etapa da Volta ao Lago Qinghai.

## Material ciclista
A equipa utiliza bicicletas Scott. Anteriormente utilizou bicicletas De Rosa (2010) e Parlee (2009).

## Sede
A equipa tem a sua sede em Indooroopilly, localizado nas redondezas de Brisbane (Queensland, Austrália).

## Classificações UCI
A partir de 2005 a UCI instaurou os Circuitos Continentais da UCI, onde a equipa está desde que se criou em 2009, registado dentro do UCI Oceania Tour. Estando nas classificações do UCI Africa Tour Ranking, UCI America Tour Ranking, UCI Asia Tour Ranking e UCI Oceania Tour Ranking. As classificações da equipa e do seu ciclista mais destacado são as seguintes:
| Temporada                | Classificação por equipas | Melhor corredor na classificação individual | Posição |
| 2008-2009 (America Tour) | 17.º                      | Charles Dionne                              | 70.º    |
| 2008-2009 (Oceania Tour) | 11.º                      | Benjamin Day                                | 10.º    |
| 2009-2010 (Africa Tour)  | 5.º                       | Jay Robert Thomson                          | 8.º     |
| 2009-2010 (America Tour) | 6.º                       | Benjamin Day                                | 16.º    |
| 2009-2010 (Asia Tour)    | 18.º                      | David Tanner                                | 50.º    |
| 2009-2010 (Oceania Tour) | 2.º                       | Jonathan Cantwell                           | 3.º     |
| 2010-2011 (America Tour) | 26.º                      | Darren Rolfe                                | 218.º   |
| 2010-2011 (Asia Tour)    | 15.º                      | Johnnie Walker                              | 40.º    |
| 2010-2011 (Oceania Tour) | 7.º                       | Bernard Sulzberger                          | 10.º    |

## Palmarés

### Palmarés de 2011
Circuito Continental
| Datas          | Carreiras                          | Ganhador    |
| 1 de julho     | 1.ª etapa da Volta ao Lago Qinghai | Aaron Kemps |
| 20 de setembro | 9.ª etapa do Tour da China         | Aaron Kemps |
| 3 de novembro  | 3.ª etapa do Tour do Lago Taihu    | Aaron Kemps |

## Elenco

### Elenco de 2011
| Nome               | Nascimento              | Nacionalidade  | Equipa de 2010                           |
| Hayden Brooks      | 12 de maio de 1986      | Austrália      | Fly V Australia                          |
| Jonathan Cantwell  | 8 de janeiro de 1982    | Austrália      | Fly V Australia                          |
| Zachary Davies     | 17 de fevereiro de 1985 | Estados Unidos | Fly V Australia                          |
| Michael Freiberg   | 10 de outubro de 1990   | Austrália      | Team Jayco-AIS                           |
| Aaron Kemps        | 10 de setembro de 1983  | Austrália      | Fly V Australia                          |
| Scott Law          | 9 de março de 1991      | Austrália      | Neoprofissional                          |
| Peter McDonald     | 22 de setembro de 1978  | Austrália      | Drapac-Porsche Cycling                   |
| Cameron Peterson   | 4 de dezembro de 1983   | Austrália      | Neoprofissional                          |
| Darren Rolfe       | 11 de novembro de 1981  | Austrália      | Fly V Australia                          |
| Taylor Shelden     | 31 de março de 1987     | Estados Unidos | Neoprofissional                          |
| Sean Sullivan      | 18 de agosto de 1978    | Austrália      | Toyota-United Pro Cycling Team (em 2008) |
| Bernard Sulzberger | 5 de dezembro de 1983   | Austrália      | Fly V Australia                          |
| Johnnie Walker     | 17 de março de 1987     | Austrália      | Footon-Servetto                          |
| Nicholas Walker    | 13 de setembro de 1988  | Austrália      | Cinelli-Down Under (em 2009)             |
| Chris Winn         | 12 de março de 1984     | Austrália      | Neoprofissional                          |

1. 1 2 3 4 5 6  Desde 20 de maio.
2. ↑  Desde 15 de fevereiro.
3. ↑  Até 31 de maio.